# Sadako 3D 2
Sadako 3D 2 (貞子 3D 2?) es una película de terror sobrenatual japonesa dirigida por Tsutomu Hanabusa y es la secuela de la película del 2012 Sadako 3D.

## Resumen
Takanori Andō (Kōji Seto) está esperando mientras Akane Ayukawa está dando a luz a su hija. El propietario de Seiji Kashiwada sentado en un jardín lee las cartas de Kashiwada y murmura que la niña nace. Otra mujer está accediendo a su computadora portátil en su habitación cuando su esposo la llama; de repente es poseída por una fuerza de su computadora portátil que la obliga a suicidarse apuñalándola con un cuchillo.
Cinco años después de los eventos de la película anterior, la hermana menor de Takanori, Fuko (Miori Takimoto) cuida a la hija de Takanori y Akane, Nagi (Kokoro Hirasawa); el mismo Takanori ahora trabaja en el Hospital General de Asakawa desde la muerte de Akane por parto, distanciamiento. él mismo de Fuko y Nagi mientras culpa a Nagi por la muerte de Akane.
Fuko está segura de que algo está mal con Nagi, ya que se distancia de sus amigos, le gusta dibujar imágenes extrañas y siempre está presente cerca de personas que se suicidaron. Consulta con su psiquiatra, la Dra. Fumika Kamimura (Itsumi Osawa), pero solo afirma que la ansiedad de Fuko proviene del hecho de que no se ha mudado del suicidio de su madre hace años, cuya muerte no pudo evitar. Mientras jugaba en un parque, una de las amigas de Nagi, Yuna, se burla de ella por la muerte de Akane. , la encuentran muerta en el río cercano. Fuko se pone aún más ansiosa a medida que comienzan a ocurrir más muertes, desde la niñera de Nagi hasta un tren lleno de personas, que Nagi había presagiado en sus dibujos que dibujó durante su prueba psicológica con el Dr. Kamimura. Ella también dice que el Dr. Kamimura, así como todos los demás, morirán.
El detective Mitsugi Kakiuchi (Takeshi Onishi) es asignado para investigar el caso y cuestiona al detective Yugo Koiso (Ryosei Tayama), quien está discapacitado después de sus propias investigaciones de un caso similar cinco años antes, que casi poseía a Akane como su recipiente para que pudiera renacer en el mundo. Segundos después, una fuerza empuja la silla de ruedas de Koiso a través de un conjunto de escaleras hasta su muerte.
Kakiuchi encuentra la cámara de seguridad grabando antes del accidente del tren y ve a Nagi mirando a la cámara. Intenta interrogar a Takanori sobre Nagi y Akane, pero se niega a revelar otra cosa que no sea la muerte de Akane. Mientras se apresura, deja caer su basura accidentalmente. Mientras Fuko limpia la habitación de Takanori, encuentra un armario cerrado que contiene una foto de Takanori, Akane y el bebé Nagi, así como varias cartas para Takanori de Seiji Kashiwada pidiéndole bienestar a Nagi.
Fuko visita a Kashiwada (Yusuke Yamamoto), este último en espera de su ejecución por el asesinato de mujeres jóvenes cinco años antes. Nagi es para que Fuko se mate o mate a Nagi. En el camino a casa, Fuko recibe una llamada del Dr. Kamimura pidiéndole que la encuentre, pero descubre que ha sido poseída, y mientras escapa de su ataque, Fuko revive sus experiencias. de ver el suicidio de su madre y ser maldecida.
En casa, Fuko experimenta pesadillas de Nagi y Takanori atacándola. Contempla matar a Nagi arrojándola al mar, pero decide no hacerlo. todvía está viva, aunque en estado de coma. Él le dice a Fuko que desde que Sadako intentó renacer a través de Akane en la primera película, Akane se ha dejado poseer por Sadako para que pueda luchar contra ella desde el interior. Finalmente, Akane quedó embarazada y entregó a Nagi, pero ella nunca podrá reunirse con su madre de nuevo para que Sadako no renazca. Takanori también revela que Nagi no es responsable de las muertes.
Al día siguiente, Fuko descubre que Nagi está desaparecida, mientras Takanori la encuentra deambulando en el Hospital Asakawa. Kakiuchi la ataca y la golpea brutalmente, y quiere matar a Nagi y Akane para detener la maldición, revelando que su esposa (la mujer asesinada en al principio) había muerto por la maldición y él también estaba maldito. Nagi escapa y se reúne con Fuko, quien le permite a Nagi reunirse con su madre. Sin embargo, Akane recibe un disparo antes de que Kakiuchi le alcance a Nagi, quien se suicida rápidamente. toda la habitación está inundada por la sangre que mana del pozo de Sadako, Nagi es tomada por Sadako, pero Fuko logra salvarla.
Varios días después, Fuko y Nagi hacen un pícnic en un prado, mientras el propietario de Kashiwada, todavía sentado en el jardín, lee la última carta de Kashiwada antes de su ejecución. La película termina con la cámara grabando que Kakiuchi mira, lo que revela que el hijo de Sadako no es Nagi.

## Reparto
- Miori Takimoto como Fuko Ando, una joven que cuida a su sobrina, Nagi, tras el abandono de su hermano.
- Kōji Seto como Takanori Ando, el hermano mayor de Fuko que culpa a su hija, Nagi, por la muerte de su amante.
- Itsumi Osawa como Fumika Kamimura, la psiquiatra de Fuko.
- Kokoro Hirasawa como Nagi Ando, Takanori y la tranquila hija de Akane, sospechosa de albergar los poderes de Sadako.
- Takeshi Onishi como Mitsugi Kakiuchi, un detective cuya muerte por esposa resulta en que él tome el caso de Sadako.
- Yusuke Yamamoto como Seiji Kashiwada, un artista en línea que trabaja para Sadako. Actualmente está en espera de ejecución.
- Ryosei Tayama como Yugo Koiso, detective ahora discapacitado que investigó previamente el caso de Sadako en la película anterior.
- Satomi Ishihara como Akane Ayukawa/Sadako, la amante de Takanori y la madre de Nagi, quien ha sido la anfitriona de Sadako desde el final de la película anterior.

## Recepción
La película recaudó US$7.067.401 hasta el 29 de septiembre.

## Fechas de Estreno
| Páis      | Fecha                    |
| Japón     | 30 de agosto de 2013     |
| Hong Kong | 19 de septiembre de 2013 |
| Filipinas | 25 de septiembre de 2013 |
| Malasia   | 10 de octubre de 2013    |
| Singapur  | 31 de octubre de 2013    |
| Taiwán    | 6 de diciembre de 2013   |

## Otros títulos
| País                   | Título        |
| Brasil (título de DVD) | A Invocação 2 |
| Japón                  | 貞子3D2       |
| Rusia                  | Проклятье 2   |
| Mundial                | Sadako 2 3D   |